# 曹集乡 (夏邑县)
曹集乡，是中华人民共和国河南省商丘市夏邑县下辖的一个乡镇级行政单位。

## 行政区划
曹集乡下辖以下地区：
富豪社区、东环社区、文化社区、司庄社区、王老家村、罗楼村、许堤口村、李半楼村、冉庄村、曹集东村、曹集西村、东靳庄村、金楼村、彭楼村、臧阁村、练庄村、程集村、马庄村、吴庄寨村、王楼村、刘早元村、五里庙村、班庄村、金庄村、刘营村、陈庄村、孙庄村和肖河村。